# Isola Powell
L'isola Powell è un piccolo isolotto che fa parte dell'arcipelago delle Isole Orcadi Meridionali.

## Storia
L'isola fu scoperta e sommariamente cartografata nel dicembre 1821 dalla spedizione di George Powell e Nathaniel Palmer, che la descrissero come una singola isola con uno stretto istmo centrale. Una successiva esplorazione guidata da James Weddell (1822), le cartografò erroneamente come due isole separate. L'errore fu corretto dalla Scottish National Antarctic Expedition (1902–1904), che ribadì trattarsi di una singola isola, battezzata Powell Island in omaggio al suo scopritore.

## Territorio
L'isola Powell si trova a est dell'Isola dell'Incoronazione, da cui la separa lo stretto di Lewthwaite, e a ovest dell'Isola Laurie, da cui la separa lo stretto di Washington.
È lunga 13 km e larga 4 km, con un'altitudine massima di 415 m (John Peaks).

## Flora
L'isola ospita tappeti di muschi, alghe delle nevi (Chlamydomonas sp., Chloromonas sp.) e l'alga nitrofila Prasiola crispa, associata ai siti dove albergano le colonie di pinguini.

## Fauna
L'isola ospita una ricca avifauna che include quattro specie di pinguini: il pigoscelide antartico (Pygoscelis antarcticus), il pinguino Papua (Pygoscelis papua), il pinguino di Adelia (Pygoscelis adeliae) e il pinguino fronte dorata (Eudyptes chrysolophus); sono inoltre presenti: l'uccello delle tempeste di Wilson (Oceanites oceanicus), la procellaria del capo (Daption capense), lo zafferano meridionale (Larus dominicanus), l'ossifraga del sud (Macronectes giganteus), l'uccello delle tempeste pancianera (Fregetta tropica), il cormorano imperiale (Leucocarbo atriceps), lo stercorario antartico (Stercorarius antarcticus lonnbergi), il chione bianco (Chionis albus), il petrello delle nevi (Pagodroma nivea) e il prione antartico (Pachyptila desolata).
Sulla adiacente isola Michelsen è presente un importante sito di riproduzione dell'otaria orsina antartica (Arctocephalus gazella).
Altri mammiferi osservabili occasionalmente nell'area sono l'elefante marino del Sud (Mirounga leonina), la foca di Weddell (Leptonychotes weddellii), la foca leopardo (Hydrurga leptonyx) e la foca mangiagranchi (Lobodon carcinophagus).

## Conservazione
La parte meridionale dell'isola, assieme con l'isola Fredriksen, l'isola Michelsen, l'isola Christoffersen, l'isola Grey e diversi altri piccoli isolotti, è protetta dal Trattato Antartico come Area Specialmente Protetta dell'Antartide (codice ASPA 111).
Il sito è stato inoltre classificato da BirdLife International come Important Bird Area (IBA).